# زنان در فلسطین
زنان در فلسطین برای یک مدت طولانی در جنبش‌های مقاومت در سرزمین‌های فلسطین و همچنین در اشغال اردن، سوریه، و لبنان بودند. آنها بسیاری از سازمان‌های ناسیونالیستی فمینیستی، از جمله فدراسیون کمیته‌های عمل زنان فلسطین در کرانه باختری و غزه را تأسیس کردند.
با وجود تغییر در دیدگاه پدر و مادر، با این حال، زنان معاصر در فلسطین گزارش شده‌است که در حال تجربه سختی به دلیل اختلاف سیاسی، اشغال اسرائیل که به‌طور کلی شامل محرومیت از حقوق کامل و حفاظت شده توسط جامعه فلسطین می‌شود.
با این وجود، از اواسط دهه ۷۰ میلادی تغییر تدریجی در نگرش والدین نسبت به آموزش دختران فلسطینی خود وجود داشته‌است. از اواسط دهه ۱۹۷۰، تعداد زیادی از زنان فلسطینی به جای اینکه فقط در مقطع متوسطه تحصیل کنند، از دانشگاه‌ها به تحصیلات رسیده‌اند. دلایل تغییر نگرش والدین عبارتند از: «افزایش تقاضا برای زنان در بازار کار»، تغییر وضعیت اقتصاد در قلمرو کرانه باختری، منافع اقتصادی والدین و این ایده که یک زن فلسطینی تحصیل کرده در ازدواج جایگاه و فرصت بهتری دارد. علاوه بر این، دختر مجردی که با توجه به تحصیلات خود درآمد دارد، می‌تواند از خود و والدین خود از نظر مالی پشتیبانی کند.
نظرسنجی توسط دفتر مرکزی آمریکا فلسطین از سال ۲۰۱۱ نشان داد که ۳۵ درصد از زنان متأهل در غزه در دوازده ماه گذشته در معرض پایان خشونت جسمی توسط همسر خود بوده‌اند و ۴۰ درصد زنان بی سرپرست مورد تجاوز جسمی قرار گرفته‌اند. عضو خانواده آنها در سال ۲۰۱۳، UNRWA ماراتن سالانه خود را در غزه لغو کرد پس از آنکه حاکمان حماس زنان، از جمله زنان فلسطینی را از غزه ممنوع کردند که در این مسابقه شرکت کنند.

## تاریخ

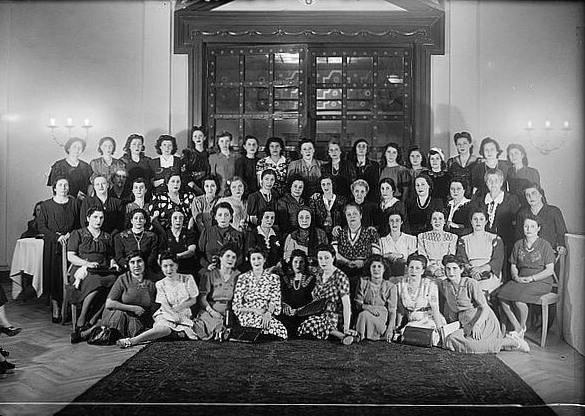
انجمن زنان عرب، اورشلیم ۱۹۲۹

در سال ۱۸۴۴ تغییراتی در نظم اجتماعی ایجاد شد که زنان ابتدا در اعتراض به اولین شهرکهای یهودی در نزدیکی شهر عفوله در کنار مردان شرکت کردند. در بین سالهای ۱۹۰۰ و ۱۹۱۰، زمانی که فلسطین تحت سلطه عثمانی بود، زنان فلسطینی شروع به ایجاد انجمن‌ها و جوامع بی شماری کردند. این سازمان‌ها بیشتر در شهرهای بزرگ فلسطین و به ویژه در شهرهایی با جمعیت بزرگ مسیحی مانند جفا، بیت‌المقدس، حیفا و آکر تشکیل شده‌است. آنها در سال ۱۹۱۷ در زمان اعلامیه بالفور در تظاهرات بزرگی شرکت کردند و بعداً هیئتی ۱۴ نفره تشکیل دادند که خواستار ابطال اعلامیه بالفور و توقف مهاجرت یهودیان به فلسطین شدند. در سال ۱۹۲۱، زنان فلسطینی با تأسیس جامعه خود موسوم به انجمن زنان عرب مستقر در اورشلیم، سازماندهی شدند. این جامعه تظاهراتاتی را علیه شهرکهای یهودیان فلسطین ترتیب داده‌است. به دلیل کمبود بودجه و فشارهای اجتماعی و سیاسی که بر زنان انجمن زنان عرب تحمیل شده‌است، این گروه پس از دو سال متوقف شد. زنان برای جمع‌آوری کمکهای مالی برای احیای آن، «کمیته نجات» تشکیل دادند. در شورش‌های فلسطین در سال ۱۹۲۹، زنان در اعتراضات و تظاهرات‌های متعدد شرکت کردند که منجر به کشته شدن زنان توسط نیروهای مأموریت انگلیس شد. آنها کنفرانس زنان برگزار کرد، در آنجا آنها نامه ای اعتراضی به پادشاه جورج پنجم و اتحادیه ملل ارسال کردند.
به دنبال ایجاد کشور اسرائیل در سال ۱۹۴۸ جابجایی و از بین رفتن زمین برای فلسطینی‌ها یک مسئله اقتصادی ایجاد کرده‌است. این امر علی‌رغم محدودیت‌های اجتماعی، تقاضا برای زنان در نیروی کار ایجاد کرد. پس از تأسیس سازمان آزادی‌بخش فلسطین (PLO) در سال ۱۹۶۴، به ایجاد فرقه موسوم به انجمن زنان فلسطین کمک کرد که به زنان اجازه داد تا در اولین جلسه شورای ملی فلسطین که در اورشلیم برگزار شد، شرکت کنند.

## درگیری اسرائیل و فلسطین
درگیری اسرائیل و فلسطین به‌طور جدی زنان فلسطینی را تحت تأثیر قرار داده‌است. صدها هزار زن بعد از جنگ اعراب و اسرائیل در سال ۱۹۴۸ و سایر جنگ‌ها در طول جنگ ۱۹۶۷ مانند شاعر مای سایگ، از وطن خود تبعید و آواره شدند. اکثر آنها و فرزندان آنها هنوز پناهنده هستند. بسیاری از اقدامات انجام شده توسط نیروی دفاعی اسرائیل (IDF) بر جسم، روان، بهداشت، آموزش و امنیت اقتصادی زنان فلسطینی تأثیر گذاشته‌است. در یک بیانیه مطبوعاتی که توسط آژانس خبری معان در سال ۲۰۰۷ منتشر شد، گزارش شد که بسیاری از زنان در پاسگاه اسرائیل در بیت صففا دچار خشونت روانی و جنسی شده‌اند.

## حقوق زنان در فلسطین

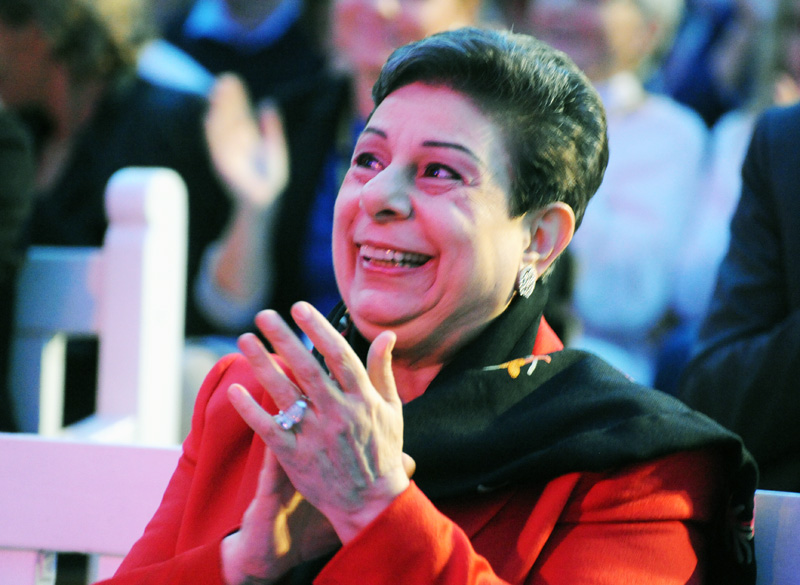
حنان عشراوی عضو مجلس مجلس قانون‌گذاری فلسطین

در نوامبر ۲۰۱۹، دولت فلسطین برای تلاش برای کاهش میزان ازدواج زود هنگام، حداقل سن ازدواج را برای ۱۸ جنس افزایش داد. پیش از این، حداقل سن ازدواج در کرانه باختری برای زنان ۱۵ و برای مردان ۱۶ بود، در حالی که در نوار غزه برای زنان ۱۷ و برای مردان ۱۸ بود. براساس آمار، ۳۷٪ از زنان متأهل فلسطینی هنگام ازدواج کمتر از ۱۸ سال ازدواج کرده‌اند، از جمله ۵٪ آنها قبل از ۱۵ سالگی ازدواج کرده‌اند. تصور می‌شود که ازدواج کودکان به میزان بالای طلاق در سرزمین‌های فلسطین کمک کند، جایی که ۶۷٪ از زنانی که در سال ۲۰۱۸ طلاق گرفتند از ۱۸ تا ۲۹ سال بودند.
حقوق طلاق برای زنان بستگی به قوانین وضعیت شخصی دارد که در مورد مسلمانان اعمال می‌شود، که بیان می‌کند مرد به هر دلیلی می‌تواند از همسر خود طلاق بگیرد، در حالی که زنان فقط در شرایط خاصی می‌توانند درخواست طلاق کنند. اگر زن به طلاق بپردازد، دیگر نیازی به ارائه هیچ مدرکی ندارد، اما از هر گونه حقوق مالی خودداری می‌کند و باید جهیزیه خود را برگرداند. وزارت امور زنان در فلسطین، که در سال ۲۰۰۳ تأسیس شد، اصلی‌ترین سازمان دولتی است که وظیفه اش حمایت و حمایت از حقوق زنان است. وزارتخانه‌های دولتی اصلاح قوانین تبعیض آمیز را تقویت می‌کنند و واحدهای جنسیتی در هر وزارتخانه ایجاد شده‌است.
در مارس ۲۰۱۸، دادگاه حقوق بشر تجاوز جنسی خود را لغو کرد، ماده ای که به متجاوز متهم اجازه می‌داد با ازدواج با قربانی خود از مجازات خودداری کند. با این حال، به دلیل اینکه نوار غزه به صورت حقوقی توسط حماس کنترل می‌شود، قانون تجاوز جنسی به دست آمده در مصر هنوز هم اعمال می‌شود.

## آموزش دختر

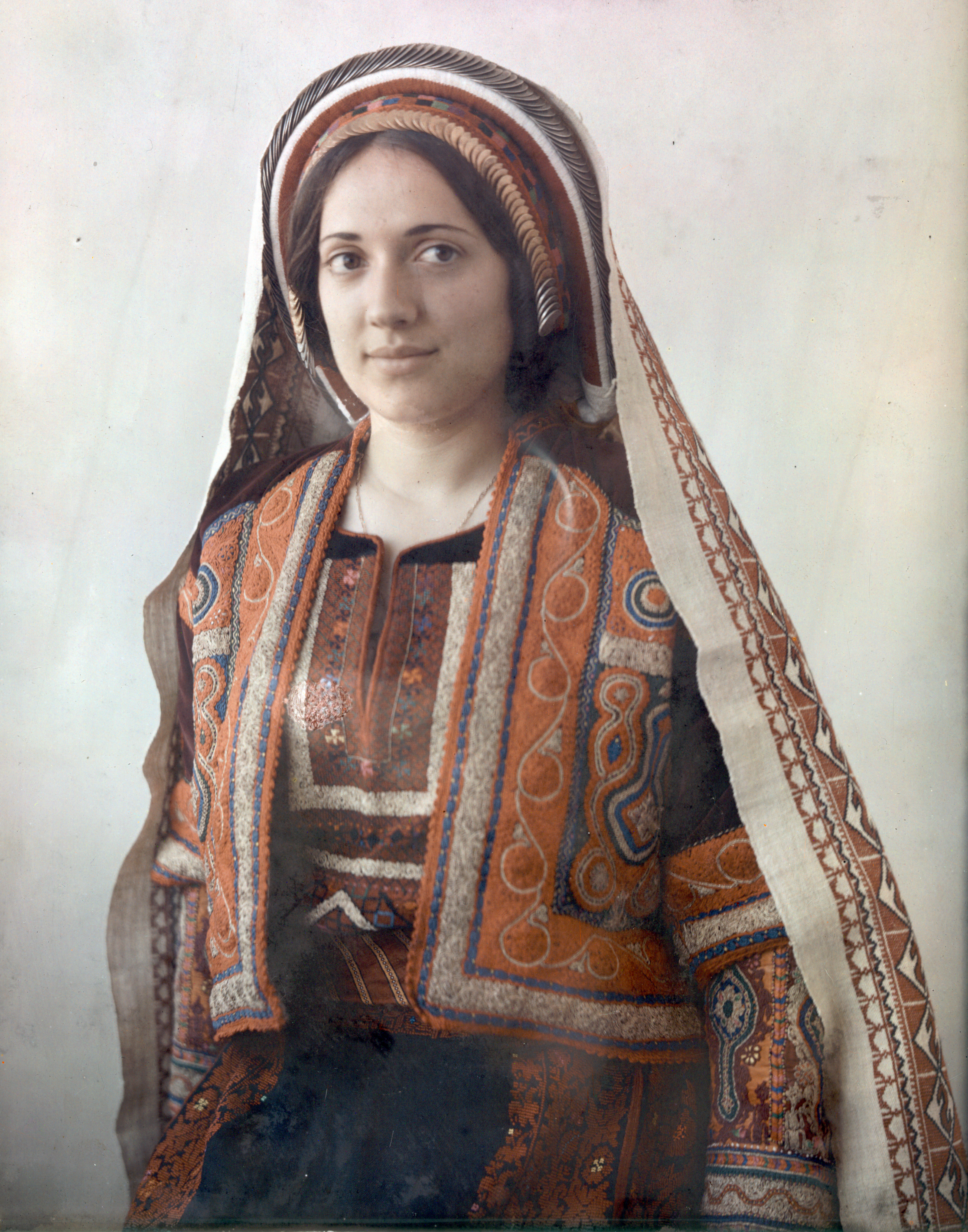
زن رام‌الله در لباس گلدوزی شده، مدتی بین سالهای ۱۹۲۹ و ۱۹۴۶

از اواسط دهه ۱۹۷۰، خانواده‌ها به جای دریافت دیپلم دبیرستان، به دنبال آموزش دخترانشان و ثبت نام آنها در دانشگاه‌ها بودند. دلیل این تغییر این است که زنان در حال تبدیل شدن در بازار کار مورد نیاز، تغییر وضعیت اقتصادی در بانک غرب بود. این ایده که یک دختر تحصیل کرده برای ازدواج مطلوب است، کاملاً باپرجا است. و پس از تحصیل، این دختر قادر است در صورت ازدواج، هزینه و مخارج خانواده خود را تأمین کند.

## جستار بیشتر
- خشونت جنسی و جنسیتی علیه فلسطینیان در طول جنگ اسرائیل و حماس
- تیم ملی فوتبال زنان فلسطین